# راوا-روسکا
راوا-روسکا (به انگلیسی: Rava-Ruska) نام شهری واقع در استان لویو اوکراین است. جمعیت این شهر ۸,۵۸۶ نفر (۲۰۲۱ تخمینی) بوده است.